# Коломенский округ
Коломенский округ — административно-территориальная единица Московской области, существовавшая в 1929—1930 годах.
Коломенский округ был образован в 1929 году. В его состав вошли следующие территории:
- из бывшей Московской губернии:
  - Коломенский уезд без селения Старая Кашира Суковской волости
  - Бронницкий уезд без Быковской, Раменской, Гжельской, Чулковской, Мячковской и Софьинской волостей; селений Артемьево, Михеево, Житнево, Бурхино и хуторов Дядино, Шахово, Саламыково, Юдино, Уварово, Введенская, Кузовлево, Дебречиново, Ляхово, Кишкино, Лобаново, Караваево, Вертково, Тарчиха Лобановской волости; селения Образцово-Еремино Жирошкинской волости; селений Карачарово и Софьино Троице-Лобановской волости; селений Загорново, Плоскинино и погост Дарки (Дмитровосолунский) Загорновской волости; селений Малахово, Рыбаки, Захарьиха, Тимонино, Кривцы, погост Ивань, Бритово, Холуденово, Белозериха Велинской волости; селений Плетениха, Подберезье, Константиново, Тупицыно, Елгозино, Ловцово, Яковлевское, Истомиха Рождественской волости; селений Лямцыно и Скрыпино-Дальнее Жирошкинской волости; селений Степанчиково, Кутузово, Пушкино, Покровское-Буняково, Рябцево и платформа Вострякова Лобановской волости
  - из Каширского уезда Достоевская волость
  - из Егорьевского уезда селения Исаиха, Блохино и Дмитриевцы Колычевской волости; селения Борки, Надеево, Сурино, Угорная слобода, Комлево, Русилово, Андреево, Макшеево, Афанасьево, Нестерово, Зарудня, Васильково, Михеево, Петровское, Маливо, Сельниково, Тимирево, Горки, Ново-Покровское, Молоденка, Подосинки, Пустошь Малива, Мостищи и Поповка Раменской волости; селения Радовицы, Сазоново, Летово и Служная слобода Куплиямской волости
- из бывшей Рязанской губернии
  - Зарайский уезд без селений Ильинское, Кобелева слобода, Козлово, Козицыно и Костенково Григорьевской волости
  - из Рязанского уезда селения Кишкино, Печерники, Сохино, Коченево, Хвостово, Хозяиново и Сливково Бахмачеевской волости.

Центром округа был назначен город Коломна.
Округ был разделён на 11 районов:
- Ашитковский,
- Белоомутский,
- Больше-Коровинский,
- Бронницкий,
- Воскресенский,
- Зарайский,
- Захаровский,
- Коломенский,
- Луховицкий,
- Малинский,
- Озёрский.

23 июля 1930 года Коломенский округ, как и большинство остальных округов СССР, был упразднён. Его районы отошли в прямое подчинение Московской области (Постановление ЦИК Союза ССР) (Собрание законов и распоряжений Рабоче-крестьянского Правительства СССР. I отдел. № 37 от 8 августа 1930 г. - ст. 400).